# Belagerung von Kőszeg
Die Belagerung von Kőszeg (deutsch Güns) durch das Heer Sultan Süleymans I. dauerte vom 5. bis zum 30. August 1532. Sie endete mit der ehrenvollen Übergabe der Festung durch ihren Kommandanten Nikola Jurišić (ungarisch Miklós Jurisics). Da die relativ kleine Festung das gewaltige türkische Heer so lange zu binden vermocht hatte, erschien es Sultan Süleyman ratsam, auf weitere militärische Unternehmungen zu verzichten und seinen Feldzug abzubrechen. Der anschließende Rückmarsch des türkischen Heeres führte über das Gebiet des Herzogtums Steiermark, welches dadurch die schlimmsten Verheerungen seit Menschengedenken erlebte.

## Ausgangslage
Nachdem die Türken die Stadt Wien 1529 schon einmal erfolglos belagert hatten, zogen sie drei Jahre später, nachdem Friedensverhandlungen gescheitert waren, erneut in Richtung Wien.
Am 25. April 1532 verließ das türkische Heer unter Sultan Süleyman I. (dem Prächtigen) Konstantinopel. Da er den Kaiser Karl V. in offener Feldschlacht besiegen wollte, unterließ er es, schwere Geschütze mitzunehmen – ein Umstand, der den Belagerten in Kőszeg später zugutekam. Chronisten zufolge zogen rund 300.000 Mann, darunter ein gewaltiger Tross von mehr als 100.000 Personen, unter Führung des Großwesirs Ibrahim über die südwestlichen Grenzkomitate Ungarns nach Norden und zerstörten auf ihrem Weg Ort um Ort.

## Die Belagerung

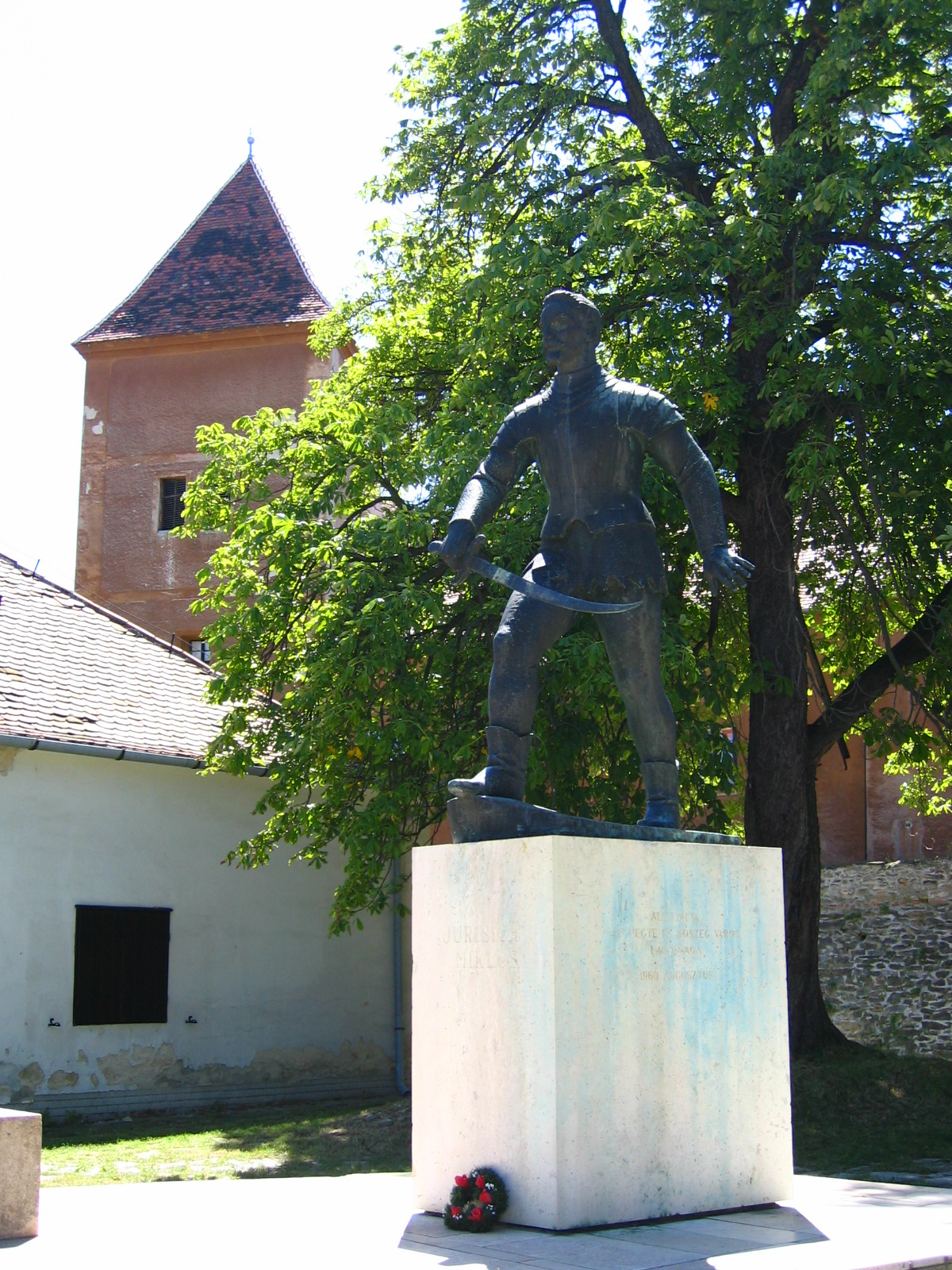
Statue von Nikola Jurišić in Kőszeg, Ungarn

Ab 5. August belagerte das riesige Heer die Burg Kőszeg, die sich mit nur einigen hundert schlecht ausgerüsteten Soldaten und Bauern notdürftig auf eine Belagerung vorbereitet hatte. Auch Frauen, Greise und Kinder, die hier Zuflucht vor der Türkengefahr suchten, befanden sich in der Burg. 25 Tage lang wehrten sich die Verteidiger gegen die insgesamt 18 Sturmangriffe der Osmanen. Die Verteidigung der Burg wurde vom Stadt- und Burgkapitän Nikola Jurišić geleitet. Als die Verteidiger schon ziemlich dezimiert waren, entschloss sich Jurišić, auch die Frauen zur Verteidigung heranzuziehen.
Während der Belagerung zogen türkische Streifscharen durch das Umland. Als Angehörige der so genannten Lehensreiterei bekamen sie im Gegensatz zu den meisten Angehörigen des türkischen Hauptheeres keinen festen Sold und waren daher vorwiegend auf Plünderungen aus. Diese Renner und Brenner zerstörten Bauernhöfe, stahlen Vieh, erschlugen mancherorts die Bewohner oder entführten sie, vorwiegend die Jugendlichen, in die Sklaverei.
Ende August waren beide Parteien bereits schwer erschöpft. Es soll zu einem persönlichen Zusammentreffen zwischen Jurišić und dem türkischen Großwesir Ibrahim gekommen sein, bei dem Jurišić zugestimmt haben soll, als Symbol einer „Scheineinnahme“ eine türkische Fahne auf den Burgmauern zu hissen.

## Rückzug
Nach 25 Tagen des erfolglosen Belagerungskampfes und einem Aufstand der Janitscharen ließ der Sultan die Belagerung beenden. Da sich während der Belagerung von Kőszeg im Raum um Wien bereits ein großes Heer zur Verteidigung gegen die Türken gebildet hatte, verzichtete der türkische Heerführer auf die Fortsetzung des Feldzuges. Ehe sich das Heer jedoch endgültig zurückzog, marschierte es noch in die Grenzgebiete der Herzogtümer Österreich und Steiermark und ließ dabei eine verheerende Spur der Verwüstung zurück. Zahlreiche Ortschaften wurden auf diesem „Abzug“ vollkommen dem Erdboden gleichgemacht.

## Ergebnis
Ein erneuter Angriffsversuch der Türken gegen die Kaiserstadt Wien wurde abgewehrt und die Verteidiger der Kőszeger Burg hatten dazu einen entscheidenden Beitrag geleistet. Nach der Überlieferung sollen die letzten türkischen Kontingente die Stadtgrenze um 11 Uhr verlassen haben. Zum Andenken an ihre Helden des Jahres 1532 läuten in der ungarischen Kleinstadt Kőszeg seit 1777 die Kirchenglocken um 11 Uhr.
Anlässlich des 400-jährigen Jubiläums der erfolgreichen Verteidigung wurde 1932 in Kőszeg das Heldentor (auch Heldenturm genannt) erbaut. An seiner Stelle stand früher das südliche Untere Tor der Festung.